# 二階堂地獄ゴルフ
『二階堂地獄ゴルフ』（にかいどうじごくゴルフ）は、福本伸行による日本の漫画作品。『モーニング』（講談社）にて、2023年38号から連載中。福本による同誌初連載作品である。ゴルフシーンではプロゴルファーの武市悦宏が協力している。

## あらすじ
桜武カントリー倶楽部にキャディーとして雇われた二階堂 進（26歳）は、ゴルフ未経験ながらゴルフ場オーナーの松永ひろしによって才能を見出され、桜武初のプロゴルファーになることを期待される若者であった。
しかし、それから10年、35歳となった彼は未だプロテストを通過できずにいた。後輩の研修生 桐島 裕二たちに馬鹿にされて追い抜かれ、他の後援者からも無言の圧力を受けながらも、プロテストにしがみ付いていたのだ。
後援会の支援を打ち切られた後も、二階堂はキャディーの仕事を続けながら、自費でプロテスト合格を目指していく。

## 登場人物
二階堂 進（にかいどう すすむ）
本作の主人公。26歳の時に桜武カントリー倶楽部にキャディーとして雇われるが桜武理事長に誘われた打ちっ放しでドローを打ったことからゴルフの才能を見出され研修生となり、僅か半年で最終プロテストにまで辿り着く程の実力を見せつけた。不合格ながら理事会から期待は絶大であり、翌年以降もプロテストに挑み続けることとなる。オヤジたらしな性格であり理事長からは可愛がられている。
小人（こびと）
二階堂が弱っている時に見える幻覚である。全身真っ黒の小人で「ニカイドゥ〜」と二階堂の名を呼んでは消える。
松永ひろし（まつなが ひろし）
桜武カントリー倶楽部の理事長。二階堂のゴルフの才能を見出した当人であり、プロゴルファーを目指す若者応援プロジェクト「グリーンジャケット会」を設立した。「彼（二階堂）がプロテストに合格するまで支え続ける」と意気込む人情家。狭心症持ちでありたびたび発作を起こしている。
松永孝幸（まつなが たかゆき）
桜武カントリー倶楽部の専務理事であり理事長の息子。かつては二階堂のプロテスト合格を期待し「グリージャケット着てみたい！」とはしゃいでいたもの現在は後悔している。グリーンジャケット会の「研修生が望めば無制限に支援を続ける」という方針を撤回する合理主義者。研修生のプロテストチャレンジは４年目までという新たな方針を立ち上げる。
桐島 裕二（きりしま ゆうじ）
桜武カントリー倶楽部の研修生。二階堂も認める実力者。一次テストで不正をはたらきつつPGAプロテストを突破し、QT(クォリファイングトーナメント)に挑むも、3年経ってもツアープロにはなれず、桜武を去る。常に二階堂を見下していたが、最後にはその気迫に対して密かに畏怖の念を抱いた。
高山（たかやま）
桜武カントリー倶楽部の研修生。プロテストを突破することはできず桜武を去る。
早苗（さなえ）
桜武カントリー倶楽部の研修生。プロテストを突破することはできず、断念後は桜武に就職する。
横川（よこかわ）
調理場の責任者。無愛想だが二階堂が研修生でなくなった後も差別せず食事を提供してくれる。
長崎（ながさき）
グリーンキーパーであり二階堂直属の上司。無愛想だが優しい。
中本（なかもと）、太田（おおた）、細川（ほそかわ）
二階堂を支える3人の支援者たち。
瀬戸 架純（せと かすみ）
スナックアンダルシアでバイトをする女性。地下アイドル「文々少女」のメンバー「斎藤カフカ」でもある。結果が出なくても努力する二階堂を評価している。
瀬戸 義郎（せと よしろう）
茨城の街中華「中華宝楽」の店主であり、瀬戸架純の父親。

## 書誌情報
- 福本伸行『二階堂地獄ゴルフ』講談社〈モーニングKC〉、既刊8巻（2025年6月23日現在）
  1. 2023年12月21日発売[1][4]、ISBN 978-4-06-533976-3
  2. 2024年3月22日発売[5]、ISBN 978-4-06-534947-2
  3. 2024年6月21日発売[6]、ISBN 978-4-06-535845-0
  4. 2024年8月22日発売[7]、ISBN 978-4-06-536593-9
  5. 2024年11月21日発売[8]、ISBN 978-4-06-537533-4
  6. 2025年1月22日発売[9]、ISBN 978-4-06-538110-6
  7. 2025年3月21日発売[10]、ISBN 978-4-06-538793-1
  8. 2025年6月23日発売[11]、ISBN 978-4-06-539826-5